# 嗣德帝
嗣德帝（越南语：／，1829年9月22日—1883年7月19日），即阮翼宗（越南语：／），名阮福時（越南语：／）。越南阮朝第4任皇帝，1847年—1883年在位。年號嗣德。
原名阮福洪任（越南语：／），是宪祖绍治帝阮福暶的儿子，1847年，嗣德帝18歲即位，强化了对天主教的镇压政策，拒絕与法国拿破仑三世的来使交涉。1859年起，法国以保护传教士和天主教徒的名义，入侵并占领嘉定省、边和省、定祥省、永隆省。1862年越法签订壬戌条約（第一次西贡条約），越南割让边和、嘉定、定祥三省及崑崙島，赔款2千万，允许天主教传播。法国控制越南南部。
就在越南瀕臨亡國危機之時，曾經遊歷西方國家的阮長祚於1866年向嗣德帝上書，建議開放門戶、在外交上走親西方路線並且進行一系列內政、軍事、教育體制的改革。嗣德帝徵詢群臣的意見，遭到群臣的一致反對，因此最終僅採納阮長祚的少量意見。
嗣德帝在位期間，北圻山賊橫行。嗣德帝招安了劉永福的黑旗軍，並在清朝的協助下逐漸平定了山賊。1873年，法國攻入河內，嗣德帝邀请刘永福的黑旗軍对抗法国。1882年，因貿易糾紛法國再次入侵北圻。清朝出兵干涉，导致了次年中法战争爆发。就在戰爭發生期間，嗣德帝於1883年7月17日驾崩。
嗣德帝沒有兒子，收養了三個養子：瑞國公膺禛（即育德帝）、堅江郡公膺禟（同慶帝）和膺祜（建福帝）。嗣德帝逝世後他們都年幼，朝政完全由阮文祥、尊室說等權臣把持。在這些權臣和法國人的作用下，嗣德帝死后短短两年之间，其侄育德帝阮福膺禛、其弟協和帝阮福昇、其侄建福帝阮福昊、咸宜帝阮福明、同庆帝阮福昪相继即位，阮朝处于混乱之中。中法战争后，越南最终成为法国的保护国。
嗣德帝也是一位儒學學者，在位期間曾編寫《嗣德聖製字學解義歌》。《欽定越史通鑑綱目》也是在他在位期間編纂完成的。

## 生平

### 早年生涯
嗣德帝原名阮福洪任，是紹治帝的次子，為二階誠妃范氏姮（後被尊為慈裕太后）所生。嗣德帝還有一位同父異母的長兄，名叫阮福洪保。阮福洪保重武輕文，紹治帝非常討厭他；而相對地，阮福洪任則聰明博學，紹治六年（1846年），紹治帝晉其生母范氏姮為一階貴妃。紹治七年九月二十七日（1847年11月4日），紹治帝逝世，遺命阮福洪任繼位。十月初三日（11月10日），阮福洪任改名阮福時並繼承皇位，是為嗣德帝。

### 北圻的農民起義
嗣德帝剛繼位不久時越南尚處於太平時期。1850年，嗣德帝派遣大學士阮知方為南圻六省經略大使，潘清簡為平定、富安、慶和、平順經略大使，阮登楷為河靜、乂安、清化經略大使，前往各地巡視。但不久以後從中國南部至越南北圻一帶的廣大地區皆發生了罕見的洪災。越南興安省的文江縣連續十八年發生決口，使當地民不聊生。這些生活沒有著落的百姓落草為寇，最終發展成反對阮朝朝廷的起義。而在北方的中國，則因洪災和太平天國起義，不少中國人逃入越南北部，佔據山區成為強盜。
1851年，中國山賊廣義堂、六勝堂、德勝堂據守北圻山區，騷擾太原一帶。嗣德帝派阮登楷為北圻經略大臣前去平叛。阮登楷沒有出兵鎮壓，而是誘使三堂賊投降。阮登楷在任期間北圻一帶平安無事。但1854年阮登楷死於任上，同年北圻爆發了被成為蝗賊的農民起義。山西省農民將後黎朝皇族後裔黎維擁上盟主之位，以高伯為國師，騷擾山西、河內、北寧一帶。不久，叛亂被平定。

### 法國攻打南圻
自從明命帝以來，歐洲人的軍艦經常來到越南，請求通商，但都遭到朝廷的拒絕。阮朝朝廷還禁止基督宗教的傳播。1848年和1851年，嗣德帝下令處死西方傳教士，流放基督教教徒。1850年、1855年和1877年，嗣德帝多次拒絕同西方國家通商。而在紹治帝和嗣德帝在位期間，禁教比明命帝更為嚴厲，下令驅逐甚至處死西方傳教士。1847年紹治帝在位的末期，法國軍艦炮擊沱㶞港（今峴港），兩國關係非常緊張。
1851年，嗣德帝第二次發佈禁教令之後，許多法國傳教士被殺，震驚了法國。1856年，法國派遣卡第納號（Catinat）開至沱㶞，對越南殺害傳教士之事進行抗議，擊毀了沱㶞的炮臺。不久法國再次要求同越南通商並在越南傳教，但仍遭到拒絕。而法國傳教士潘勒林（Pelllerin）隨卡第納號回到法國，向法國皇帝拿破崙三世報告傳教士被殺一事。於是法國聯合西班牙，決定對越南出兵。
1854年，阮福洪保勾結法國人，圖謀奪取皇位。事洩，阮福洪保被賜死，其子阮福膺導等全部改為丁姓。
1858年，夏爾·里戈·德·熱諾伊利（Charles Rigault de Genouilly，越南史料称之为“黎峨”）中將率法西聯軍3000人攻打沱㶞，攻佔了安海、尊海兩城。嗣德帝遣陶致、陳弘、黎廷理前去救援，但被聯軍擊敗，黎廷理陣亡。嗣德帝又遣阮知方、朱福明前去防禦。阮知方築蓮池屯，自海洲至福寧一帶都建造長壘防禦。熱諾伊利本欲佔領沱㶞後攻取順化，但未能衝破防線，於是率軍來到南圻，自芹蒢海口攻打嘉定城（今胡志明市）。嘉定城被攻陷，護督官武維寧自殺。聯軍將城池夷平。嗣德帝派遣阮知方、范世顯、尊室鉿前往南圻防禦。1860年，法西聯軍佔領了定祥省。嗣德帝派遣戶部尚書阮伯儀為欽差大臣，前去南圻經略事務。阮伯儀建議議和，但朝廷中有張登桂堅決要同法西聯軍開戰，議和之事隨擱淺。
1861年，天主教人士謝文奉在北圻舉兵，自稱後黎朝後裔黎維明，得到傳教士和中國山賊的支持。廣安的農民起兵響應，攻打海寧府。1862年，阮文盛在北寧舉兵，擁立黎維褞為盟主，與謝文奉聯合攻打諒江府和安勇縣，包圍北寧省城。而與此同時，邊和、永隆兩省又被法西聯軍攻陷，嗣德帝只得派遣潘清簡、林維浹前往西貢議和。6月5日，潘清簡、林維浹同法國代表路易·阿道夫·波那少將、西班牙代表卡洛斯·帕蘭卡·古鐵雷斯（Carlos Palanca y Gutiérrez，越南史料稱之為「坡陵歌」）簽訂了《第一次西貢條約》。條約規定：天主教在越南為合法宗教；傳教士可以在越南自由傳教；越南將邊和省（今同奈省、巴地头顿省）、嘉定省（今胡志明市、平阳省、西宁省）、定祥省（今前江省、隆安省）三省以及崑崙島割讓給法國；允許法國商船在湄公河流域自由航行和貿易；越南開闢土倫港（今峴港）、廣安港（位於今廣寧省）和巴喇港（位於紅河入海口）為通商口岸；越南在十年裡向法國和西班牙賠款總計四百萬。與此同時，柬埔寨國王諾羅敦在法國的支持下，趁機擺脫了暹羅和越南的控制，宣告獨立。
雖然南圻四省被法國佔領，但南圻作為嘉隆帝的中興之地，又是嗣德帝外祖父范登興的故鄉，因此嗣德帝一直希望收復這片土地。1863年，嗣德帝派潘清簡、范富庶、魏克憻出使法國，向法國皇帝拿破崙三世提出要贖回這片土地。拿破崙三世本欲答應，但海军大臣德·夏斯盧·羅巴（de Chasseloup-Laubat）堅決反對，因此最終法國拒絕了這個要求。在這次出使途中，潘清簡驚訝地發現法國科技的先進，1865年歸國之時，將所見所聞報告給嗣德帝。但嗣德帝及其他朝臣都對其進行斥責。鑒於潘清簡熟知法國情形，嗣德帝派潘清簡前去南圻防備法國。
1867年，法國攻陷永隆、安江、河僊，潘清簡自殺。南圻之地完全被法國佔領。

### 平定北圻的叛亂
阮文盛與謝文奉聯合攻打諒江府和安勇縣，包圍北寧省城。河內省布政使阮克述、山西省布政使黎裕、興安省副領兵武早前去救援，擊退了叛軍。謝文奉又包圍海陽省城，嗣德帝派張國用、陶致、阮伯儀前去解圍；又派遣阮知方、潘廷選、尊室穗前去征討阮文盛叛軍。1863年，武早在宣光省擒獲黎維褞，阮知方又擊敗北寧的阮文盛。但謝文奉勢力依舊強大，佔據著廣安之地。謝文奉要求南圻的法軍前來支援，但法國正在議和，不理會其請求。張國用在征討之中大敗被殺。1865年，阮知方遣鄧陳顓、翁益謙聯合清朝的欽州官員一起進攻，大破並俘獲謝文奉，執送順化處死。
1865年，中國山賊張覲邦攻陷高平省，嗣德帝遣武仲平、范芝香前去征討。次年張覲邦向朝廷投降。阮知方、武仲平回到順化之後，都成為朝廷重臣。

### 丁導之亂
1866年，嗣德帝在順化建立萬年基（即謙陵），士卒由於勞累過度，十分不滿。段有徵、段有愛、段司直、張仲和、范梁等人煽動士卒造反，擁立丁導（原名阮福膺導）為主。在右軍尊室菊的接應下，叛軍攻入順化皇城的左掖門，欲弑嗣德帝。掌衛胡威重新關上宮門，率軍逮捕了段有徵，隨後陸續逮捕了其同黨。丁導及其親屬皆被絞死，段有徵被斬首，尊室菊自殺，其同黨皆被處罰。

### 北圻的太平軍餘黨
1863年，太平天國運動失敗。吳鯤（吳亞終）率太平軍餘黨來到北圻，向阮朝投降。1868年，吳鯤發動叛亂，攻佔了高平省城。高平巡撫范芝香向清朝求援，清朝派謝繼貴前去協助阮朝官軍。范芝香戰敗被俘。嗣德帝又派武仲平前去征討，清朝也派廣西提督馮子才援助，於1869年收復高平城。1870年，吳鯤攻打北寧，被剿撫翁益謙用槍射死。
吳鯤死後，其弟吳鯨舉家自殺，餘部分為黃旗、黑旗、白旗三軍。其中黃旗軍以黃崇英為首，黑旗軍以劉永福為首，白旗軍的首領則是盤文二、梁文利。白旗軍盤踞陸安州為害一方，劉永福用計謀消滅了他，並收編其部眾。隨後劉永福率黑旗軍攻破保勝，驅逐了山賊何均昌，以之為根據地。與其他山賊不同的是，劉永福致力於安定北圻的社會秩序，因此受到百姓的歡迎。
黃崇英與劉永福一向不和，互相攻擊，北圻再次陷入混亂之中。中國山賊蘇泗（蘇國漢）襲破諒山省，殺死總督段壽，武仲平隻身逃跑，令阮朝朝廷大為震驚。1871年，嗣德帝派黎峻、黃繼炎前去討伐。黃繼炎招安了黑旗軍，以抗擊黃旗軍；同時鎮壓了黃齊在廣安省發動的叛亂。而中國方面也派遣馮子才、劉玉成前往越南協助剿匪。不久蘇泗被誘擒，斬於廣東，叛亂也旋即被平定。

### 改革的呼聲
嗣德帝發現越南有被法國吞併的危險，經常與大臣探討富國強兵之道。而越南的一些有識之士也前往西方遊學。1866年，乂安人阮長祚、阮條以及法國傳教士戈蒂埃（越南名阮德厚）上書建議效仿西方國家進行改革，其中包括購買西方武器，聘請歐洲軍官訓練軍隊，改革官制，與西方國家建交等等。嗣德帝召集群臣商議，群臣皆以為不可行。1868年，又有寧平人丁文田上書建議開發金礦、建造火車；1879年，阮協出使暹羅（即泰國）歸國，建議效仿暹羅開放通商口岸與西方國家貿易，反對像中國一樣閉關鎖國；同年翰林院修撰潘清簾建議建立商會並出洋考察採礦技術。這些都無一例外地遭到了拒絕。

### 北圻變故
法國佔領南圻之後，以南圻為其在遠東的根據地，積極尋找去中國的通路。在一名熟知中國的商人讓·迪皮伊（Jean Dupuis）的建議下，南圻的總督府派迪皮伊、米樂（Charles-Théodore Millot）前往北圻，去中國雲南販賣武器。但在黃旗軍的幫助下，迪皮伊也參與了販賣私鹽。這使阮朝朝廷無法接受，向南圻的總督府提出抗議。1873年，南圻總督府派遣安鄴大尉率170人前往北圻調查實情。但安鄴大尉反與迪皮伊勾結，自作主張地宣佈紅河一帶口岸向西方國家開放。駐守河內的阮知方向安鄴抗議，安鄴反而援引《第一次西貢條約》的條文，聲稱此行為了要保障法國在北圻的利益，並且幫助越南平定北圻的匪幫。安鄴突襲了河內，逮捕了阮知方，欲將其送往西貢。阮知方絕食而死。安鄴又襲擊了寧平、南定、海陽等地，當地守軍都望風而潰。當時黃繼炎駐紮山西，嗣德帝命其前往抵抗，又任命黑旗軍首領劉永福為山西省、興化、宣光副提督，封為英勇將軍，令其抗擊法國。嗣德帝還派陳廷肅、阮仲合前去河內求和，又派黎峻、阮文祥出使西貢，向南圻總督府提出交涉。
南圻總督杜白蕾少將派民政視察專員菲拉斯特與阮文祥一起前往河內，要求安鄴撤軍。但行至途中安鄴在紙橋被黑旗軍伏擊殺死，菲拉斯特十分憤怒，不欲議和，但在阮文祥的勸說下依舊寫信到河內，召諭法軍退兵。次年，黎峻、阮文祥作為越南方面的代表，在西貢與杜白蕾簽訂了《第二次西貢條約》。越南承認了法國對南圻的佔領，並開放尸耐（歸仁）、寧海（海防）、河內為通商口岸，允許法國在越南建立領事館並自由傳教。
法軍從北圻撤退之後，北圻百姓與天主教徒的矛盾加深。1874年，乂安人陳瑨、鄧如梅號召文紳舉兵，屠殺教民，焚毀教堂村莊，驅逐傳教士。文紳叛軍攻陷河靜城。嗣德帝派阮文祥、黎伯慎前去平定了叛亂。

### 平定北圻的山賊
由於黃旗軍橫行於北圻，1873年，嗣德帝遣潘仕俶、何文開、阮修出使中國，請求中國出兵協助討伐黃旗軍。
1874年，廣西巡撫劉長佑也派劉玉成、趙沃出兵北圻，攻打黃旗軍的根據地永祥府朱尚鄉。越南方面，山西省軍務贊襄官尊室說也出兵相助。中越官軍聯合圍剿，翌年擒殺其首領黃崇英，斬獲甚眾。此後黃旗軍逐漸瓦解。次年尊室說又平定了山西省的叛亂。1878年，越南聯合中國清剿了盤踞諒山的中國山賊李揚才，將其執送中國。
為了鎮撫北圻的盜賊，嗣德帝於1880年設置諒江、端雄兩道。以黃繼炎為靖邊使；以張光憻為副使，駐紮諒江；以阮有度為副使，駐紮端雄。而中國亦加強了中越邊境山賊的防範，於1872年在太平、鎮安兩府加強邊防，以馮子才守衛邊境。

### 改革之道
在兩次與法國的戰爭中遭到慘敗之後，嗣德帝終於意識到學習西方先進文化的重要性，他採納了阮長祚的部份教育改革建議，他下令開設了商政衙西字話場（洋語學堂）和國語學堂、設立西洋音字學生章程和賞罰條例、積極把西洋書籍翻譯成漢語、刻印《萬國公法》、《博物新編》、《開煤要法》等洋書給京外諸學堂學習。1878年，法國巴黎舉辦萬國博覽會，嗣德帝遣阮誠意、阮增阭攜展品前去巴黎，借此機會派人去法國土倫港（今馬賽）學習先進技術。1881年，又遣禮部侍郎范炳出使英屬香港，讓十二名越南少年在英國學堂中學習。還派使者出使暹羅和中國考察。法國駐越南領事未被事先告知，法國政府譴責越南違反1874年的《第二次西貢條約》。 
而在外交方面，嗣德帝希望以中國為外援、黑旗軍為內援抗擊法國的入侵。1880年，嗣德帝派阮述、陳慶洊、阮瓘去中國進貢的時候，要求中國像西方列強一樣在順化設立招商局。1881年，清朝派唐廷庚前往順化，商討貿易和設立招商局之事。根據歷史學家陳仲金的說法，嗣德帝此舉是希望中國能更快地得知法國在越南的所作所為，以達到利用中國牽制法國的目的。

### 法軍第二次佔領北圻
雖然《第二次西貢條約》中規定外國人可以在紅河流域自由貿易，但紅河上游靠近中越邊境一帶受到黑旗軍的控制，外國商人的貿易經常受到黑旗軍的阻攔。1881年，法國商隊在老街一帶受阻，南圻總督府最終決定用武力征服北圻。
1882年，李威利上校奉命率軍數百人，自西貢開赴河內，對河內總督黃耀宣稱協助鎮壓北圻的山賊。黃耀對此頗為懷疑，遣黃有秤前去接待。但李威利卻發兵攻陷了河內，黃耀戰敗自殺。法國人立尊室灞為傀儡掌管河內。
嗣德帝得知河內失守之後，派阮政、裴殷年率軍前去，會同黃繼炎一起防禦。南圻總督府則派人通告嗣德帝，聲稱攻破河內是李威利自作主張，並非法國本意。於是嗣德帝派陳廷肅、阮有度前往河內，與李威利談判。李威利拒絕交出河內城，並且提出條件，要求越南接受法國的保護，並且同意法國在北圻徵收稅收。嗣德帝嚴詞拒絕了這些要求，同時派遣戶部尚書范慎遹前往中國天津求救。清朝派遣謝敬彪、唐景崧出兵支援，到達北寧和山西，又派廣西布政使徐延旭接應。清軍在越南方面的黃繼炎、以及黑旗軍的配合下，同法國開戰。1883年，法軍統帥李威利在紙橋被黑旗軍擊斃。同年，法國組建北圻遠征隊，以波滑少將（Alexandre-Eugène Bouët）為統帥，以懲治黑旗軍為名義入侵北圻，拉開了北圻遠征的序幕。波滑招誘了黃旗軍的餘黨作為自己的嚮導，橫行於河內、南定、歸仁、海防等地。孤拔少將也率一支龐大的艦隊登錄下龍灣，配合波滑的軍事行動。

### 逝世
7月19日，嗣德帝病逝，享年55歲。初擬廟號成祖（越南语：／）；冬十一月，建福帝下令改為翼宗（越南语：／）。諡繼天亨運至誠達孝體健敦仁謙恭明略睿文英皇帝（越南语：／）。
嗣德帝生前沒有兒子，收養了三個養子：瑞國公阮福膺禛（居於育德堂，即後來的育德帝）、堅江郡公阮福膺禟（居於正蒙堂，即後來的同慶帝）和阮福膺祜（居於養善堂，即後來的建福帝）。而根據一些西方史料的說法，嗣德帝患有天花之病，因此得了陽痿的併發症。嗣德帝共有300多名妻妾，但卻沒有子女。西方史料稱，嗣德帝在彌留之時咒駡法國的侵略。
阮福膺禛在思想上傾向於法國，並且與法國人來往密切。嗣德帝認為阮福膺禛沒有當皇帝的才能，本欲讓阮福膺祜繼位。但考慮到阮福膺祜年齡過於幼小，只得遺命立阮福膺禛為君，讓阮文祥、尊室說、陳踐誠輔政。但不久阮文祥、尊室說廢黜育德帝，改立協和帝。
8月18日，孤拔乘兵於香江的入海口，炮擊沿岸的炮臺，同時要求阮朝朝廷議和，否則就要沿香江攻打順化。8月25日，協和帝向法軍求和，簽訂了《順化條約》，承認越南是法國的保護國。而由北圻遠征最終引發了中法戰爭。1887年，法國最終在順化成立法屬印度支那聯邦，越南自此脫離了中國朝貢體系，成為法國的殖民地。

## 人物形象
根據阮朝大臣申仲𢤮的描述，嗣德帝相貌儒雅，是一位善良和藹的人物。嗣德帝衣著簡樸，侍母至孝。他是一位勤政之君，許多奏摺中批閱之文甚至比奏摺原文還長。
而嗣德帝也是阮朝時期最為博學的一位皇帝。他書法工整，生性好學，常讀書至深夜。嗣德帝編有三本詩集，還親自將漢文典籍譯作喃字刊行，如《嗣德聖製字學解義歌》、《論語演歌》等。嗣德帝一生著有4000篇漢字文章、100篇喃字文章以及600篇詩文。
嗣德帝極為重視儒學，在位期間，在科舉考試中增開雅士科和吉士科，選拔有文采的人出來做官。嗣德帝又開設集賢院和開經筵，親自與大臣研討典籍、作詩詞或討論國事。《欽定越史通鑑綱目》也是在他在位期間編纂完成的。
不過，由於嗣德年間的越南施行非常嚴厲的禁教政策，嗣德帝在西方世界的形象非常差。西方人認為他極其敵視歐洲人、不願聽到任何關於西方蠻夷之事，並且傳聞他在殺害了長兄之後登上了皇位，事實上阮福洪保在其登位後仍然活著。當時西方世界的不少政治漫畫，將嗣德帝描繪成一個身材肥碩魁梧、不修邊幅的兇狠之人。不過這都是西方人想像出來的，沒有一個西方人見過嗣德帝的長相。

## 後世評價
嗣德帝在位期間，法國入侵並蠶食越南的領土，此後，越南逐漸淪為法國的殖民地。因此，對嗣德帝的評價以負面居多。
- 清朝官員唐景崧如此評價嗣德帝統治下的越南：「其國政令酷虐，統治者內部鬥爭劇烈。國王阮時家庭構釁，苟活自娛，內亂將興，勝於外侮」，「君臣昏愚委靡，戰守絕無經營。」[27][28]
- 越南歷史學家陳仲金認為，嗣德帝與朝臣沒有看到時局的變化，不圖革新，使用老舊的儒家思想統治越南，最終導致了越南成為法國的保護國。而對於嗣德帝禁教和處死傳教士之舉，陳仲金也給予批評，認為當時越南勢力弱小還做出如此殘惡之事，給予西方國家入侵越南的藉口。陳仲金還對嗣德帝使用賣官鬻爵的手法籌集賠款進行批評。但在另一方面，陳仲金為嗣德帝辯護，認為嗣德帝深居宮中不知外面時事的發展，而朝廷大臣多是思想保守之人，因此受到蒙蔽。[12]
- 中國學者郭振鐸、張笑梅認為，嗣德帝「在位三十餘年，雖略有政績，但阮朝已開始步入衰微，並逐漸投降法國殖民者，最終變成法國的殖民地。」所以嗣德帝在位時期，「是越南國運的轉折時代。」[29]

## 家族
| \| \| \| \| \| \| \| \| \| \| \| \| \| \| \| \| \| \| \| \| 祖父：聖祖仁皇帝阮福晈 \| \| \| \| \| \| \| \| \| \| \| \| \| \| \| \| \| \| \| \| \| \| \| \| \| \| \| \| \| \| \| \| \| \| \| \| \| \| \| \| \| \| \| \| \| \| \| \| \| \| \| \| \| \| 父：憲祖章皇帝阮福暶 \| \| \| \| \| \| \| \| \| \| \| \| \| \| \| \| \| \| \| \| \| \| \| \| \| \| \| \| \| \| \| \| \| \| \| \| \| \| \| \| \| \| \| \| \| \| \| \| \| \| \| \| \| \| 祖母：佐天仁皇后胡氏華 \| \| \| \| \| \| \| \| \| \| \| \| \| \| \| \| \| \| \| \| \| \| \| \| \| \| \| \| \| \| \| \| \| \| \| \| \| \| \| \| \| \| \| \| \| \| \| \| \| \| \| \| \| \| 翼宗英皇帝阮福時 \| \| \| \| \| \| \| \| \| \| \| \| \| \| \| \| \| \| \| \| \| \| \| \| \| \| \| \| \| \| \| \| \| \| \| \| \| \| \| \| \| \| \| \| \| \| \| \| \| \| \| \| \| \| 外祖父：德國公范登興 \| \| \| \| \| \| \| \| \| \| \| \| \| \| \| \| \| \| \| \| \| \| \| \| \| \| \| \| \| \| \| \| \| \| \| \| \| \| \| \| \| \| \| \| \| \| \| \| \| \| \| \| \| \| 母：儀天章皇后范氏姮 \| \| \| \| \| \| \| \| \| \| \| \| \| \| \| \| \| \| \| \| \| \| \| \| \| \| \| \| \| \| \| \| \| \| \| \| \| \| \| \| \| \| \| \| \| \| \| \| \| \| \| \| \| \| 外祖母：夫人范氏 \| \| \| \| \| \| \| \| \| \| \| \| \| \| \| \| \| \| \| \| \| \| \| \| \| \| \| \| \| \| \| \| \| \| \| \| \| \| \| \| \| \| \| \| \| \| \| \| \| \| \| \| |                        |  |  |  |  |  |  |  |  |  |  |  |  |  |  |  |
| |                        |  |  |  |  |  |  |  |  |  |  |  |  |  |  |  |
| | 祖父：聖祖仁皇帝阮福晈 |  |  |  |  |  |  |  |  |  |  |  |  |  |  |  |
| |                        |  |  |  |  |  |  |  |  |  |  |  |  |  |  |  |
| |                        |  |  |  |  |  |  |  |  |  |  |  |  |  |  |  |
| | 父：憲祖章皇帝阮福暶   |  |  |  |  |  |  |  |  |  |  |  |  |  |  |  |
| |                        |  |  |  |  |  |  |  |  |  |  |  |  |  |  |  |
| |                        |  |  |  |  |  |  |  |  |  |  |  |  |  |  |  |
| | 祖母：佐天仁皇后胡氏華 |  |  |  |  |  |  |  |  |  |  |  |  |  |  |  |
| |                        |  |  |  |  |  |  |  |  |  |  |  |  |  |  |  |
| |                        |  |  |  |  |  |  |  |  |  |  |  |  |  |  |  |
| | 翼宗英皇帝阮福時       |  |  |  |  |  |  |  |  |  |  |  |  |  |  |  |
| |                        |  |  |  |  |  |  |  |  |  |  |  |  |  |  |  |
| |                        |  |  |  |  |  |  |  |  |  |  |  |  |  |  |  |
| | 外祖父：德國公范登興   |  |  |  |  |  |  |  |  |  |  |  |  |  |  |  |
| |                        |  |  |  |  |  |  |  |  |  |  |  |  |  |  |  |
| |                        |  |  |  |  |  |  |  |  |  |  |  |  |  |  |  |
| | 母：儀天章皇后范氏姮   |  |  |  |  |  |  |  |  |  |  |  |  |  |  |  |
| |                        |  |  |  |  |  |  |  |  |  |  |  |  |  |  |  |
| |                        |  |  |  |  |  |  |  |  |  |  |  |  |  |  |  |
| | 外祖母：夫人范氏       |  |  |  |  |  |  |  |  |  |  |  |  |  |  |  |
| |                        |  |  |  |  |  |  |  |  |  |  |  |  |  |  |  |
| |                        |  |  |  |  |  |  |  |  |  |  |  |  |  |  |  |

### 後宮
嗣德帝的後妃名字見於史料的妃嬪如下：
| 封號     | 諡號       | 姓名     | 生卒年         | 父親           | 生平                                                                    |
| -------- | ---------- | -------- | -------------- | -------------- | ----------------------------------------------------------------------- |
| 皇貴妃   | 儷天英皇后 | 武氏諧   | 1828年－1903年 | 麗國公武春謹   | 即後來的莊懿太后                                                        |
| 一階善妃 |            | 阮氏錦   |                | 禮部尚書阮廷賓 | 同慶帝養母                                                              |
| 一階學妃 | 徽順       | 阮氏香   |                | 弘忠侯阮文仲   | 建福帝養母                                                              |
| 三階敏嬪 | 雅順       | 黎氏     |                |                | 嗣德三年初封三階慎嬪，嗣德十三年晉封二階恭妃， 嗣德三十二年降為三階敏嬪 |
| 三階禮嬪 |            | 阮氏璧   | 1830年－1909年 | 清化護督阮若山 | 女詩人                                                                  |
| 三階端嬪 |            | 張氏     |                |                |                                                                         |
| 四階儉嬪 | 嫻順       | 裴氏     | ？－1893年     |                |                                                                         |
| 五階嫻嬪 |            | 潘氏     |                |                |                                                                         |
| 五階靜嬪 |            |          |                |                |                                                                         |
| 五階謹嬪 | 淑莊       | 阮良氏   |                | ？－1869年     | 嗣德二十二年十一月十九日去世                                            |
| 五階信嬪 | 雅淑       | 阮清氏   | ？－1863年     |                | 嗣德十六年七月初九日去世                                                |
| 六階婕妤 |            | 阮員氏   |                |                | 忌日五月十八日                                                          |
| 六階婕妤 |            | 陳氏     |                |                | 原為貴人，嗣德二十三年晉封婕妤                                          |
| 七階貴人 |            | 阮善氏   |                |                | 原為美人，嗣德二十三年晉封貴人                                          |
| 八階美人 |            | 阮廷氏   |                |                | 忌日五月二十日                                                          |
| 八階美人 |            | 阮和氏   |                |                | 忌日十一月二十七日                                                      |
| 八階美人 |            | 范氏韶   |                |                |                                                                         |
| 九階才人 |            | 阮若氏   |                |                | 忌日九月初一日                                                          |
| 宮人     |            | 范氏娥   |                |                |                                                                         |
| 宮人     |            | 武氏瓞   |                |                | 忌日二月二十一日                                                        |
| 宮娥     |            | 胡氏善   |                |                | 忌日四月十一日                                                          |
| 侍女     |            | 阮德氏元 |                |                | 忌日十一月初十日                                                        |
| 侍女     |            | 黃氏冬   |                |                | 忌日十月初五日                                                          |
| 侍女     |            | 丁氏活   |                |                | 忌日六月二十七日                                                        |
| 侍女     |            | 黎氏體   |                |                | 忌日十一月初八日                                                        |
| 侍女     |            | 阮曰氏子 |                |                | 忌日正月初七日                                                          |

### 養子
嗣德帝無子，收養了三個侄兒當養子，後來這三個養子先後繼承了皇位。
| 排行 | 封號     | 稱號   | 姓名     | 養母         | 生父     | 生母   | 生平           |
| ---- | -------- | ------ | -------- | ------------ | -------- | ------ | -------------- |
| 長子 | 瑞國公   | 育德堂 | 阮福膺禛 | 皇貴妃武氏諧 | 阮福洪依 | 黎氏應 | 即後來的育德帝 |
| 次子 | 堅江郡公 | 正蒙堂 | 阮福膺禟 | 善妃阮氏錦   | 阮福洪侅 | 裴氏清 | 即後來的同慶帝 |
| 三子 |          | 養善堂 | 阮福膺祜 | 學妃阮氏香   | 阮福洪侅 | 裴氏清 | 即後來的建福帝 |

## 影視形象
| 演員   | 年份   | 影視作品 | 備註     |
| 武明凯 | 2019年 | 《鳳釦》 | 阮福洪任 |

## 腳註
1. 1 2  《大南寔錄》正編第五紀 卷一 嗣德三十六年十一月：……帝遵遺囑（廟號稱尊，不得復稱祖），下尊人府廷臣，議準恭改先帝廟號成祖（原廢帝所上）為翼宗……
2. 1 2 3 4 5  《越南史略》，373頁
3. 1 2 3 4  《越南史略》，371頁
4. ↑  《越南史略》，347頁
5. ↑  《越南史略》，360頁
6. ↑  《越南史略》，366頁
7. 1 2  《越南史略》，366頁
8. ↑  《越南史略》，370頁
9. ↑  《越南史略》，375頁
10. 1 2 3 4  .   [2013-01-06]. （原始内容存档于2011-12-16）.
11. ↑  《越南通史》，616~617頁
12. 1 2 3  《越南史略》，351~352頁
13. ↑  《越南通史》，618頁
14. ↑  《越南史略》，376~377頁
15. 1 2 3  《越南史略》，385~386頁
16. 1 2  《越南史略》，387頁
17. ↑  《越南史略》，387頁
18. ↑  《越南科舉制度研究》 頁300至309
19. ↑  《越南史略》，389頁
20. 1 2 3 4  《越南史略》，390~393頁
21. 1 2  Lê Thái Dũng (2008), Giở trang sử Việt, NXB Đại học quốc gia Hà Nội, sách đã dẫn, tr 140
22. ↑  Chapuis, Oscar. . Westport, Connecticut: Greenwood Press. 2000. ISBN 0-313-31170-6. OCLC 42296168.
23. ↑  《越南史略》，394頁
24. 1 2 3  《越南史略》，348~350頁
25. ↑  《越南史略》，353頁
26. ↑  《出征中國和交趾支那來信》（Lettres de l'Expédition de Chine et de Cochinchine），（法國）阿道爾夫·阿爾芒著，許方、趙爽爽中文翻譯，中西書局2011年出版，360頁
27. ↑  唐景崧，《請纓日記》
28. ↑  《越南通史》，615頁
29. ↑  《越南通史》，606頁
30. ↑  列有忌日的妃嬪見於《欽定大南會典事例續編》卷二十三。
31. ↑  . 新浪.   [2019-06-05]. （原始内容存档于2020-06-23）.